# ベトナム第三共和国

ベトナム第三共和国
Đệ Tam Việt Nam Cộng hòa
Third Republic of Vietnam

国の標語：Lấy lại đất tổ, không làm khổ dân
先祖代々の土地を取り戻し、民衆の苦しみを終わらせる
国歌：Thanh niên hành khúc

ベトナム第三共和国が主張する領土

ベトナム第三共和国ウェブサイト

ベトナム第三共和国（ベトナムだいさんきょうわこく、英語：Third Republic of Vietnam（ベトナム語：Đệ Tam Việt Nam Cộng hòa / ベトナム第三共和国））は、ベトナム人による反共組織。略称はDTVNCH。旧称は臨時ベトナム国家政府（ベトナム語: Chính phủ Quốc gia Việt Nam Lâm thời）。ベトナム社会主義共和国からはテロ集団と認定されている。

## 概要
2018年1月には、ベトナムの公安省から、第三共和国政府によるテロ行為、サボタージュ、ベトナム政府関係者の暗殺といった多数の計画の疑惑によって「テロ組織」と判断された。
第三共和国に所属する人々は、ベトナム政府を打倒する陰謀と警察施設への放火未遂や爆破事件で逮捕され、最長14年の有罪判決を受けた。